# Кимполунзький повіт
Кимполу́нзький повіт — адміністративна одиниця у складі Австро-Угорщини і Румунії у 1868—1925 роках. Адміністративний центр — місто Кимполунг.

## Розташування
Кимполунзький повіт на заході межував з Трансільванією — з Бистрицьким і Марамурешським повітами, на півночі — з Радівецьким, на сході — з Ґурагуморським, на півдні — з Фелтіченьським повітом.

## За часів Австро-Угорщини
Кимполунзький повіт був створений у Герцогстві Буковина в 1868 році з населених пунктів судового повіту Кимполунг (налічував 18 877 мешканців) та судового повіту Дорна (налічував 7 445 мешканців). У 1903 р. було визначено виділення з судового повіту Кимполунг ще одного судового повіту Стулпікани. Указ набрав чинності з 1 вересня 1910 р.
У Кимполунгському повіті в 1869 році проживала 35 558 осіб, до 1900 року чисельність населення зросла до 55 688 осіб. Серед населення в 1900 р. було 3 442 русини-українці (13,2 %), 16 843 особи розмовляли німецькою (30,2 %), 28 205 румунською (50,6 %) та 1 463 іншою мовою (2,6 %). Повіт у 1900 р. займав площу 2349,48 км², включав два судові повіти з 29 гмінами (самоврядними громадами) та 6 фільварками (приватні маєтки без місцевої ради, якими керували їх власники).
Повіт за переписом 1910 року налічував 32 населені пункти, об'єднаних у 29 гмін (самоврядних громад) та у три судові повіти. Площа повіту становила 2349 км², проживали 60 593 особи. За віросповіданням: 8 958 римо-католиків, 754 греко-католики, 14 вірмено-католиків, 40 482 православних, 9 вірмен-православних, 4 256 лютеранів, 1 кальвініст, 33 липовани, 6 079 юдеїв і 7 інших). За національністю: 17 967 німців, 47 чехів-моравців-словаків, 689 поляків, 7 553 українці, 11 італійців, 33 091 румун, 6 угорців, 1 229 чужоземців. Щодо чисельності румунського населення 1910 року історики зауважили його завищення внаслідок «значної фальсифікації перепису 1910 року» румунською владою.
| Рік  | Жителі | Німецькомовні | Україномовні | Румунськомовні | Інші мови |
| ---- | ------ | ------------- | ------------ | -------------- | --------- |
| 1869 | 35.558 |               |              |                |           |
| 1880 | 38.702 | 9.875         | 6.070        | 21.944         | 219       |
| 1890 | 45.832 | 12.764        | 5.888        | 25.753         | 490       |
| 1900 | 55.688 | 16.843        | 7.342        | 28.205         | 1.463     |
| 1910 | 60.593 | 17.967        | 7.553        | 33.091         | 1.982     |

## Самоврядні громади на 1910 рік[6]
Судовий повіт Дорна Ватра
- Чоканешти
- Дорна Кандрени
- місто Дорна Ватра
- Якобени
- Кирлибаба
- Поляна Стампель

Судовий повіт Кимполунг
- Арджел
- Бряза
- Чемірна
- Деа
- Фрумоса
- Фундул Молдові
- місто Кимполунг
- Пожоріта (складался з Пожоріта Дорф і Пожоріта Ґутсґебіт)
- Руська Молдавиця
- Рус пе Боул
- Садова
- Валепутна
- Вама (складалася з Айзенав і Вама)
- Ватра Молдавіца (складалася з Ватра Молдавіца і Фройденталь)

Судовий повіт Стулпікани
- Букшоя
- Доротеа-Плотоніца
- Джеміна
- Фрасін
- Негріляса
- Остра
- Шварцталь
- Слатіора
- Стулпікани

## Перша світова війна
Під час Першої світової війни територія повіту в серпні 1914 р. була окупована російськими військами. Повітом керував призначений окупаційною владою намісник («начальник уезда») аж до відступу російських військ у липні 1917 р. під натиском австро-угорського війська. У листопаді 1918 р. Румунія окупувала Буковину.

## Румунський період
Повіт (жудець) існував у такому вигляді до укрупнення повітів у 1925 році. Відповідно до закону від 14 червня 1925 р., 1 січня 1926 р. був утворений жудець Кимполунг, до якого також була включена територія ліквідованого Ґурагуморського повіту.